# Astaxanthin
Astaxanthin là một sắc tố màu đỏ thuộc một nhóm hóa chất carotenoid. Astaxanthin xuất hiện tự nhiên trong một số loại tảo, tạo ra màu hồng hoặc đỏ cho cá hồi, tôm và các loại hải sản khác. Bên cạnh dầu cá cùng axit béo omega-3, thì đây cũng là một dưỡng chất từ đại dương có thể cải thiện các chức năng trong cơ thể con người.
Astaxanthin là một chất chống oxy hóa. Nguồn gốc hóa học cho Astaxanthin có tính năng chống oxy hóa này, cũng là nguyên nhân cho nó có sắc tố màu đỏ. Chính vì tính chống oxy hóa này của Astaxanthin, mà người ta cho rằng Astaxanthin có thể bảo vệ các tế bào khỏi bị hư hại, cũng như cải thiện cách hoạt động của hệ miễn dịch. Nếu thật vậy thì Astaxanthin có thể giúp làn da khỏe mạnh hơn, tăng sức bền, sức khỏe tim mạch, giảm đau khớp, và thậm chí có thể điều trị ung thư trong tương lai.
Cho đến năm 2018, theo Cơ quan An toàn Thực phẩm Âu châu, vẫn chưa có đủ bằng chứng từ nghiên cứu y học cho thấy rằng astaxanthin có thể điều trị bệnh gì hay ngăn ngừa được chứng gì, hay có tác dụng cải thiện gì cho sức khỏe con người. Tuy vậy, vì lý do nào đó, người ta vẫn cho là uống nước đường bổ sung với astaxanthin điều trị được bệnh Alzheimer, Parkinson, đột quỵ, cholesterol cao, bệnh gan, thoái hóa điểm vàng do tuổi tác (mất thị lực do tuổi tác), và thậm chí còn ngăn ngừa được ung thư nữa.